# Ribas (Òlt i Garona)
Ribas (en francès Rives) és un municipi francès situat al departament d'Òlt i Garona i a la regió de la Nova Aquitània.

## Demografia
| 1962                                       | 1968 | 1975 | 1982 | 1990 | 1999 | 2007 |
| ------------------------------------------ | ---- | ---- | ---- | ---- | ---- | ---- |
| 217                                        | 228  | 200  | 202  | 223  | 216  | 236  |
| Des de 1962: població sense dobles comptes |      |      |      |      |      |      |

## Administració
| Període | Identitat        | Partit |
| ------- | ---------------- | ------ |
| 1983-   | Jean-Marc Chemin |        |

## Personatges il·lustres
- François Bordes